# Mimetus arushae
Mimetus arushae är en spindelart som beskrevs av Lodovico di Caporiacco 1947. Mimetus arushae ingår i släktet Mimetus och familjen kaparspindlar.
Artens utbredningsområde är Tanzania. Inga underarter finns listade i Catalogue of Life.